# Lehmisaari (ö i Norra Savolax, Kuopio, lat 63,14, long 28,25)
Lehmisaari är en halvö i Finland. Den ligger i sjön Vuotjärvi och i kommunen Kuopio i den ekonomiska regionen  Kuopio ekonomiska region  och landskapet Norra Savolax, i den centrala delen av landet, 400 km nordost om huvudstaden Helsingfors.